# Damon Herriman
Damon Herriman (Adelaide, 31 marzo 1970) è un attore australiano.

## Biografia
Figlio dell'attore Noel Herriman.
Ha iniziato a recitare ad appena 6 anni in pubblicità locali australiane prima di ottenere un vero ruolo ne I Sullivans. In seguito a questa interpretazione le sue apparizioni si sono intensificate in alcuni film e numerose serie tv australiane e statunitensi. Nel contempo ha scritto e diretto alcuni cortometraggi. È principalmente noto per il ruolo ricorrente (5 stagioni) di Dewey Crowe in Justified e per aver recitato in J. Edgar con Leonardo DiCaprio. Dal 2016 fa parte delle serie televisive Secret City e Quarry - Pagato per uccidere. Ha interpretato Charles Manson sia nella serie televisiva Mindhunter che nel film C'era una volta a... Hollywood di Quentin Tarantino.

## Filmografia parziale

### Attore

#### Cinema
- La maschera di cera (House of Wax), regia di Jaume Collet-Serra (2005)
- J. Edgar, regia di Clint Eastwood (2011)
- The Lone Ranger, regia di Gore Verbinski (2013)
- Son of a Gun, regia di Julius Avery (2014)
- The Water Diviner, regia di Russell Crowe (2014)
- The Nightingale, regia di Jennifer Kent (2018)
- C'era una volta a... Hollywood (Once Upon a Time in Hollywood), regia di Quentin Tarantino (2019)
- The Portable Door, regia di Jeffrey Walker (2023)
- Il morso del coniglio (Run Rabbit Run), regia di Daina Reid (2023)
- The Bikeriders, regia di Jeff Nichols (2023)
- Better Man, regia di Michael Gracey (2024)

#### Televisione
- I Sullivans (The Sullivans) – serial TV (1980-1981)
- Il segno del toro (Taurus Rising) – serial TV (1982)
- Dottori con le ali (The Flying Doctors) – serie TV, episodi 4x03-4x04 (1988)
- All Saints – serie TV, 8 episodi (1998-1999)
- South Pacific, regia di Richard Pearce – film TV (2001)
- The Unit – serie TV, episodio 2x06 (2006)
- Justified – serie TV, 22 episodi (2010-2015)
- Breaking Bad - Reazioni collaterali (Breaking Bad) – serie TV, episodio 4x06 (2011)
- Wilfred – serie TV, episodio 1x03 (2011)
- Vegas – serie TV, 4 episodi (2012)
- Almost Human – serie TV, episodio 1x03 (2013)
- Battle Creek – serie TV, 9 episodi (2015)
- Flesh and Bone – miniserie TV (2015)
- Quarry - Pagato per uccidere (Quarry) – serie TV, 8 episodi (2016)
- Incorporated – serie TV, 6 episodi (2016-2017)
- Secret City – serie TV, 6 episodi (2016)
- Mr Inbetween – serie TV, 26 episodi (2018-2021)
- Mindhunter – serie TV, episodio 2x05 (2019)
- La ferrovia sotterranea (The Underground Railroad) – miniserie TV, 2 puntate (2021)
- The Artful Dodger, regia di Jeffrey Walker, Corrie Chen e Gracie Otto – miniserie TV (2023)
- The Bondsman – serie TV, 8 episodi (2025)

### Doppiatore
- Peter Rabbit 2 - Un birbante in fuga (Peter Rabbit 2: The Runaway), regia di Will Gluck (2021)
- Mortal Kombat, regia di Simon McQuoid (2021) – Kabal
- Mortal Kombat II, regia di Simon McQuoid (2025) – Kabal

## Doppiatori italiani
Nelle versioni in italiano delle opere in cui ha recitato, Damon Herriman è stato doppiato da:
- Francesco De Francesco in Breaking Bad, Mindhunter, C'era una volta a... Hollywood
- Stefano Brusa in Quarry - Pagato per uccidere, La ferrovia sotterranea, Better Man
- Francesco Meoni in Justified, The Water Diviner
- Vladimiro Conti in CSI - Scena del crimine
- Mino Caprio in Cold Case - Delitti irrisolti
- Patrizio Cigliano in Flesh and Bone
- Francesco Pezzulli in Secret City
- Stefano Thermes in The Tourist
- Franco Mannella in The Bikeriders
- Francesco Venditti in The Bondsman

Da doppiatore è sostituito da:
- Stefano Brusa in Peter Rabbit 2 - Un birbante in fuga